# Omphalanthus
Omphalanthus là một chi rêu trong họ Lejeuneaceae.